# Lommasjön (Krogsereds socken, Halland)
Lommasjön är en sjö i Falkenbergs kommun i Halland och ingår i Ätrans huvudavrinningsområde.